# I vendicatori
I vendicatori (The Regulators) è un romanzo horror scritto da Stephen King, firmato con lo pseudonimo Richard Bachman, che non utilizzava da oltre un decennio, pubblicato nel 1996 in contemporanea con un altro romanzo dello stesso autore, Desperation.
I due romanzi "gemelli" condividono gran parte dei personaggi e una trama "senza via di uscita" per gli stessi. Le copertine dei due libri, opera di Mark Ryden, costituiscono due parti di un'unica immagine.

## Trama
In un tranquillo pomeriggio assolato a Wentworth, nello stato di Ohio, un manipolo di Vendicatori a bordo di furgoni colorati irrompe nella strada principale, precipitando gli abitanti in un vortice gratuito di furia omicida, che ben presto degenera in una guerra senza senso e senza prigionieri. La prima vittima che mietono è Cary Ripton, giovanissimo postino e aspirante giocatore di baseball; dopo l'omicidio, i vicini si rifugiano nel panico, con lo scrittore Johnny Marinville che tenta di chiamare la polizia, ma una forza misteriosa gli impedisce di contattare ogni cosa esterna a loro. Nel frattempo, altri due estranei, ognuno alla guida di altri due furgoni, mietono altre tre vittime. Obbligati dall'ex-ispettore Collie Entragian a rintanarsi nelle case di David Carver (una delle vittime) e Tom Billingsley (veterinaio), i sopravvissuti alla carneficina fanno cerchio e si accorgono di essere ormai ben lontani dalla vecchia Poplar Street, intrappolati in un paesaggio assurdo dove le vecchie regole della natura non hanno più significato.
Una sola casa sembra risparmiata dalla pazzia degli assassini misteriosi, al cui interno però si svolge un'altrettanta spietata lotta per la sopravvivenza tra una donna e il suo particolare nipote che sembra possedere poteri senza limiti: i loro nomi sono rispettivamente Audrey Wyler e Seth, con la prima che si prende cura dell'altro da due anni dopo la morte della famiglia. Viene fuori infatti che, durante un viaggio nel villaggio di Desperation, nel Nevada, un essere malvagio e sovrannaturale di nome Tak, dopo essere stato liberato dalla miniera, s'impossessò di Seth, uccise i di lui genitori e fratelli e costrinse il marito di Audrey a togliersi la vita. Per sopravvivere, Audrey si rinchiuse in un rifugio immaginario, e nel frattempo Seth, ormai succube di Tak, è costretto a subirne le angherie; a causa del suo autismo Seth dispone di una forza mentale innata, il che potrebbe essere il motivo per cui Tak sarebbe stato attirato da lui, e che è anche il motivo per cui la sua mente è ancora intatta. Tak è l'ideatore dei furgoni, che derivano dal cartone animato MotoKops 2200; oltre a questo, Seth guarda anche un film western intitolato I Vendicatori, con Tak che trasforma il quartiere in un paesaggio da vecchio West senza via di fuga, come scopriranno presto alcuni abitanti di Wentworth.
Nei giorni che seguono, altri residenti della cittadina muoiono in vari modi, compreso Collie, che viene colpito per errore da un proiettile sparato da un adolescente di nome Jim Reed, che poi si toglie la vita. Tuttavia, Seth riesce a dare tempo ad Audrey a fuggire di casa dopo che gli si fa dare del lassativo. Mentre Tak esce temporaneamente dal corpo di Seth in quanto non può sopportare la vista di uno che defeca, Audrey riesce a raggiungere la cittadina e a spiegare la situazione ai sopravvissuti, quindi rientra in casa al fianco di Johnny per provare a salvare Seth prima che Tak ritorni. Cammie Reed, una degli abitanti supersiti e madre del defunto Jim, segue però i due con in mano una pistola e, in preda alla rabbia e al dolore per la morte del figlio, uccide Seth e ferisce mortalmente Audrey. Furibondo, Tak entra quindi nel corpo di Cammy, ma il suo corpo ne viene distrutto, incapace di controllarlo alla stessa maniera di Seth, al che Tak se ne va in forma di fumo e si dissolve nel vento. Con la sua scomparsa, i furgoni spariscono e il panorama ritorna alla normalità.
Nel breve epilogo sotto forma di lettera, gli spiriti di Seth e Audrey sono adesso sul prato del tempio mentale della donna, e vivono felici e contenti in quello che pare essere un paradiso terrestre parallelo.

## Edizioni
- Richard Bachman - (Stephen King), I vendicatori, traduzione di Tullio Dobner, collana Superbestseller Paperback, Sperling & Kupfer, 1997,  p. 414, ISBN 88-8274-159-1.

- Richard Bachman - (Stephen King), I vendicatori, traduzione di Tullio Dobner, Pickwick, Piemme, 16 marzo 2025,  p. 414, ISBN 9788868362591.